# Élection présidentielle santoméenne de 1996
Une élection présidentielle s'est déroulée à Sao Tomé-et-Principe le 30 juin et le 21 juillet 1996. Ce furent les secondes élections présidentielles à scrutin universel organisées dans ce pays.

## Candidats
Cinq candidats se présentèrent lors de cette élection :
- Miguel Trovoada, Président sortant ;
- Manuel Pinto da Costa, Président de 1975 à 1991 ;
- Alda Bandeira, ancien ministre des Affaires étrangères ;
- Carlos da Graça, ancien Premier ministre ;
- Armindo Tomba, député.

Aucun candidat n'obtint la majorité des voix dès le premier tour, dans lequel le taux de participation a été de 77.3%. Le second tour se déroula le 21 juillet entre les deux candidats arrivés en tête (Trovoada et da Costa). Trovoada a gagné l'élection avec 52,7 % des voix, avec un taux de participation de 78,7 %.

## Résultats
| Candidat                 | Candidat                 | Parti                                                                         | Premier tour | Premier tour | Second tour | Second tour |
| Candidat                 | Candidat                 | Parti                                                                         | Votes        | %            | Votes       | %           |
| ------------------------ | ------------------------ | ----------------------------------------------------------------------------- | ------------ | ------------ | ----------- | ----------- |
|                          | Miguel Trovoada          | Action démocratique indépendante                                              | 15 344       | 41,4         | 19 887      | 52,7        |
|                          | Manuel Pinto da Costa    | Mouvement pour la libération de Sao Tomé-et-Principe – Parti social-démocrate | 13 627       | 37,7         | 17 820      | 47,3        |
|                          | Alda Bandeira            | Parti de convergence démocratique - Groupe de réflexion                       | 5 970        | 16,1         |             |             |
|                          | Carlos da Graça          | Indépendant                                                                   | 1 973        | 5,3          |             |             |
|                          | Armindo Tomba            | Indépendant                                                                   | 163          | 0,5          |             |             |
| Bulletins blancs et nuls | Bulletins blancs et nuls | Bulletins blancs et nuls                                                      | 1 764        | -            | 1 317       | -           |
| Total                    | Total                    | Total                                                                         | 38 841       | 100          | 39 024      | 100         |

## Conséquences
Malgré le fait que cette élection ait été déclarée correctement organisée par les observateurs internationaux, Manuel Pinto da Costa, qui avait initialement félicité Trovoada pour sa victoire, a contesté les résultats de l'élection, en clamant que des irrégularités avaient eu lieu lors du processus électoral. La Commission électoral national a reconnu qu'il y avait eu des problèmes mineurs mais détermina que cela était insuffisant pour contester les résultats globaux.
Début août la Cour Suprême déclara qu'elle n'était pas compétente pour juger les faits soulevés par Pinto da Costa, et recommanda que le gouvernement confie cette affaire à un arbitrage international. Néanmoins, le 20 août, Pinto da Costa retire sa plainte et Trovoada est confirmé comme président.